# Juan Esteban Manzano de la Sotta
Juan Esteban Manzano de la Sotta (Concepción, 17 de septiembre de 1793 - 1844) fue un político y militar chileno. Hijo de Javier Manzano Guzmán y Rosario de la Sotta Manso de Velasco. Casado con Manuela Puga. Estudió en el Seminario de Concepción. Iniciada la guerra de independencia fue defensor de la causa Patriota. En 1813 estuvo en la guerrilla en las márgenes del río Itata, tras la cual fue ascendido a coronel del ejército patriota.

## Actividades públicas
- Diputado representante de La Serena, Elqui y Coquimbo (1822-1823).
- Presidente de la Asamblea Provincial de Concepción (1822).
- Diputado representante de San Felipe, Putaendo y Los Andes (1823-1824).
- Presidente de la Asamblea Provincial de Chillán (1825).
- Diputado representante de Valparaíso y Casablanca (1824-1825) y 1825-1827.
- Diputado representante de Santiago (1827-1828), 1828-1829 y 1829-1830.
- Gobernador de Concepción (1830).

Durante la revolución civil de 1829 estuvo del lado conservador y tras el triunfo del peluconismo se dedicó a los negocios, interviniendo de vez en cuando en la administración pública.

En la elección presidencial de 1829 obtuvo 3 votos electorales.